# Campeonato Mundial de Patinação Artística no Gelo de 1966
O Campeonato Mundial de Patinação Artística no Gelo de 1966 foi a quinquagésima sexta edição do Campeonato Mundial de Patinação Artística no Gelo, um evento anual de patinação artística no gelo organizado pela União Internacional de Patinação (em inglês:  International Skating Union) onde os patinadores artísticos competem pelo título de campeão mundial. A competição foi disputada entre os dias 22 de fevereiro e 27 de fevereiro, na cidade de Davos, Suíça.

## Eventos
- Individual masculino
- Individual feminino
- Duplas
- Dança no gelo

## Medalhistas
| Evento                        | Ouro                                                   | Prata                                              | Bronze                                              |
| Individual masculino detalhes | Emmerich Danzer · Áustria                              | Wolfgang Schwarz · Áustria                         | Gary Visconti · Estados Unidos                      |
| Individual feminino detalhes  | Peggy Fleming · Estados Unidos                         | Gabriele Seyfert · Alemanha Oriental               | Petra Burka · Canadá                                |
| Duplas detalhes               | Liudmila Belousova · Oleg Protopopov · União Soviética | Tatiana Zhuk · Alexander Gorelik · União Soviética | Cynthia Kauffman · Ronald Kauffman · Estados Unidos |
| Dança no gelo detalhes        | Diane Towler · Bernard Ford · Reino Unido              | Kristin Fortune · Dennis Sveum · Estados Unidos    | Lorna Dyer · John Carrell · Estados Unidos          |

## Resultados

### Individual masculino
| Pos.              | Nome               | Nacionalidade      | Pontos |
| ----------------- | ------------------ | ------------------ | ------ |
| Medalha de ouro   | Emmerich Danzer    | Áustria            | 11     |
| Medalha de prata  | Wolfgang Schwarz   | Áustria            | 25     |
| Medalha de bronze | Gary Visconti      | Estados Unidos     | 28     |
| 4                 | Scott Allen        | Estados Unidos     | 33     |
| 5                 | Nobuo Sato         | Japão              | 46     |
| 6                 | Patrick Péra       | França             | 52     |
| 7                 | Donald Knight      | Canadá             | 66     |
| 8                 | Ondrej Nepela      | Tchecoslováquia    | 82     |
| 9                 | Giordano Abbondati | Itália             | 92     |
| 10                | Jay Humphry        | Canadá             | 106    |
| 11                | Charles Snelling   | Canadá             | 100    |
| 12                | William Chapel     | Estados Unidos     | 103    |
| 13                | Robert Dureville   | França             | 106    |
| 14                | Ralph Borghard     | Alemanha Oriental  | 111    |
| 15                | Jenő Ébert         | Hungria            | 124    |
| 16                | Günter Anderl      | Áustria            | 148    |
| 17                | Valeri Meshkov     | União Soviética    | 157    |
| 18                | Malcolm Cannon     | Reino Unido        | 160    |
| 19                | Tsuguhiko Kozuka   | Japão              | 168    |
| 20                | Bodo Bockenauer    | Alemanha Ocidental | 175    |
| 21                | Hansjörg Studer    | Suíça              | 185    |

### Individual feminino
| Pos.              | Nome                  | Nacionalidade      | Pontos |
| ----------------- | --------------------- | ------------------ | ------ |
| Medalha de ouro   | Peggy Fleming         | Estados Unidos     | 9      |
| Medalha de prata  | Gabriele Seyfert      | Alemanha Oriental  | 22     |
| Medalha de bronze | Petra Burka           | Canadá             | 23     |
| 4                 | Valerie Jones         | Canadá             | 41     |
| 5                 | Nicole Hassler        | França             | 42     |
| 6                 | Hana Mašková          | Tchecoslováquia    | 63     |
| 7                 | Zsuzsa Almássy        | Hungria            | 67     |
| 8                 | Miwa Fukuhara         | Japão              | 63     |
| 9                 | Albertina Noyes       | Estados Unidos     | 83     |
| 10                | Kumiko Okawa          | Japão              | 88     |
| 11                | Uschi Keszler         | Alemanha Ocidental | 101    |
| 12                | Pamela Schneider      | Estados Unidos     | 105    |
| 13                | Sally-Anne Stapleford | Reino Unido        | 115    |
| 14                | Elisabeth Mikula      | Áustria            | 132    |
| 15                | Roberta Laurent       | Canadá             | 133    |
| 16                | Elisabeth Nestler     | Áustria            | 148    |
| 17                | Elena Shcheglova      | União Soviética    | 151    |
| 18                | Pia Zürcher           | Suíça              | 151    |
| 19                | Beate Richter         | Alemanha Oriental  | 170    |
| 20                | Martina Clausner      | Alemanha Oriental  | 176    |

### Duplas
| Pos.              | Nome                                      | Nacionalidade      | Pontos |
| ----------------- | ----------------------------------------- | ------------------ | ------ |
| Medalha de ouro   | Liudmila Belousova / Oleg Protopopov      | União Soviética    | 13     |
| Medalha de prata  | Tatiana Zhuk / Alexander Gorelik          | União Soviética    | 14     |
| Medalha de bronze | Cynthia Kauffman / Ronald Kauffman        | Estados Unidos     | 30     |
| 4                 | Margot Glockshuber / Wolfgang Danne       | Alemanha Ocidental | 35     |
| 5                 | Sonja Pfersdorf / Günther Matzdorf        | Alemanha Ocidental | 46     |
| 6                 | Gudrun Hauss / Walter Häfner              | Alemanha Ocidental | 56     |
| 7                 | Irene Müller / Hans-Georg Dallmer         | Alemanha Oriental  | 60     |
| 8                 | Monique Mathys / Yves Aellig              | Suíça              | 80.5   |
| 9                 | Heidemarie Steiner / Heinz-Ulrich Walther | Alemanha Oriental  | 87.5   |
| 10                | Agnes Wlachowská / Peter Bartosiewicz     | Tchecoslováquia    | 89     |
| 11                | Susan Behrens / Roy Wagelein              | Estados Unidos     | 92     |
| 12                | Mona Szabo / Peter Szabo                  | Suíça              | 104    |
| 13                | Susan Huehnergard / Paul Huehnergard      | Canadá             | 118    |
| 14                | Gerlinde Schönbauer / Wilhelm Bietak      | Áustria            | 124    |
| 15                | Maria Csorás / Lászlo Kondi               | Hungria            | 131    |

### Dança no gelo
| Pos.              | Nome                                    | Nacionalidade      | Pontos |
| ----------------- | --------------------------------------- | ------------------ | ------ |
| Medalha de ouro   | Diane Towler / Bernard Ford             | Reino Unido        | 9      |
| Medalha de prata  | Kristin Fortune / Dennis Sveum          | Estados Unidos     | 17     |
| Medalha de bronze | Lorna Dyer / John Carrell               | Estados Unidos     | 17     |
| 4                 | Yvonne Suddick / Roger Kennerson        | Reino Unido        | 27     |
| 5                 | Brigitte Martin / Francis Gamichon      | França             | 42     |
| 6                 | Janet Sawbridge / Jon Lane              | Reino Unido        | 41     |
| 7                 | Gabriele Rauch / Rudi Matysik           | Alemanha Ocidental | 53     |
| 8                 | Jitka Babická / Jaromir Holan           | Tchecoslováquia    | 53     |
| 9                 | Carole Forrest / Kevin Lethbridge       | Canadá             | 59     |
| 10                | Liudmila Pakhomova / Viktor Ryzhkin     | União Soviética    | 68     |
| 11                | Susan Urban / Stanley Urban             | Estados Unidos     | 79     |
| 12                | Gail Snyder / Wayne Palmer              | Canadá             | 91     |
| 13                | Annerose Baier / Eberhard Rüger         | Alemanha Oriental  | 92.5   |
| 14                | Susanna Carpani / Sergio Pirelli        | Itália             | 98     |
| 15                | Edith Mató / Karoly Csanády             | Hungria            | 94.5   |
| 16                | Christel Trebesiner / Herbert Rothkappl | Áustria            | 111    |

## Quadro de medalhas
| Ordem | País              | Medalha de ouro | Medalha de prata | Medalha de bronze |    | Ordem por total |
| ----- | ----------------- | --------------- | ---------------- | ----------------- | -- | --------------- |
| 1     | Estados Unidos    | 1               | 1                | 3                 | 5  | 1               |
| 2     | Áustria           | 1               | 1                |                   | 2  | 2               |
| 2     | União Soviética   | 1               | 1                |                   | 2  | 2               |
| 4     | Reino Unido       | 1               |                  |                   | 1  | 4               |
| 5     | Alemanha Oriental |                 | 1                |                   | 1  | 4               |
| 6     | Canadá            |                 |                  | 1                 | 1  | 4               |
| TOTAL | TOTAL             | 4               | 4                | 4                 | 12 | —               |